# Héctor Moreno (Fußballspieler)
Héctor Alfredo Moreno Herrera (* 17. Januar 1988 in Culiacán) ist ein mexikanischer Fußballspieler. Seit 2021 steht der Verteidiger beim CF Monterrey unter Vertrag.

## Karriere

### Verein
Morenos Karriere begann beim mexikanischen Traditionsverein UNAM Pumas. Im Alter von 15 Jahren kam er in die Jugendabteilung des Klubs. Aufmerksamkeit erhielt er, als er bei der FIFA U-17 Weltmeisterschaft 2005 mit der mexikanischen Nationalmannschaft bis ins Finale vorstieß und den Titel gewinnen konnte. Im Jahr darauf, 2006, gehörte er zum Profikader der Pumas. Außerdem wurde er mehrfach für die U-20 seines Landes nominiert und nahm an der U-20 Weltmeisterschaft in Kanada teil.
Durch seine guten Leistungen in der National- und Klubmannschaft wurden einige europäische Mannschaften auf ihn aufmerksam. Am 12. Dezember 2007 wurde bekanntgegeben, dass Moreno für die kommenden viereinhalb Jahre bei dem niederländischen Topteam AZ Alkmaar unterzeichnet hat. Bereits in seinem ersten halben Jahr konnte er Akzente für den AZ setzen und erzielte seinen ersten Treffer in der Eredivisie. In der darauffolgenden Saison gewann er mit dem AZ Alkmaar die niederländische Meisterschaft; den überhaupt erst zweiten Meistertitel des Vereins nach 1981. So kam Moreno bereits zu Einsätzen in der UEFA Champions League 2009/10, wo Alkmaar mit 4 Remis und 2 Niederlagen den letzten Platz in der Vorrundengruppe hinter Arsenal London, Olympiakos Piräus und Standard Lüttich belegte und somit vorzeitig ausschied.
Zur Saison 2011/12 wechselte Moreno in die spanische Primera División zu Espanyol Barcelona, wo er einen Fünfjahresvertrag unterschrieb. Seinen ersten Einsatz für seinen neuen Verein absolvierte er bereits am 28. August 2011 gegen den RCD Mallorca.
Am 15. August 2015 vermeldete PSV Eindhoven die Verpflichtung von Moreno. Bei seiner Rückkehr in die Eredivisie unterzeichnete Moreno einen Vertrag bis 2019.
Während des Champions-League-Spiels der PSV Eindhoven gegen Manchester United am 15. September 2015 erlitt Luke Shaw nach einem Foul von Moreno einen doppelten Schienbeinbruch und fiel für mehrere Monate aus.
Am Ende der Saison gewann Moreno mit seinem Verein die niederländische Meisterschaft.

### Nationalmannschaft
Sein Debüt im Trikot der mexikanischen Nationalmannschaft absolvierte Moreno am 17. Oktober 2007 in einem Testspiel gegen Guatemala, das Mexiko mit 2:3 verlor. Außerdem wurde er für die Weltmeisterschaft 2010 nominiert und absolvierte zwei Spiele in der Vorrunde der Gruppe A (gegen Frankreich und Uruguay).

## Titel
- U-17-Weltmeister: 2005
- Niederländischer Meister: 2008/09, 2015/16
- Niederländischer Superpokalsieger: 2009
- CONCACAF Gold Cup: 2019